# Max Hirmer
Max Hirmer (1893-1981) est un photographe, éditeur et paléobotaniste allemand, fondateur, avec son épouse Aenne, de la maison d'édition Hirmer Verlag en 1948, spécialisée notamment dans les  livres d'art.

## Éléments biographiques
Né en 1893, il est le fils d'Albert Hirmer et d'Irmgard Ernstmeier-Hirmer, photographes et documentalistes. Avec son épouse Aenne, il fonde la maison d'édition Hirmer Verlag en 1948, réputée pour ses livres d'art de haute qualité. Il meurt en 1981.

## Taxon décrits
- genre Alsophilites M. Hirmer, 1927 †
- genre Calamariophyllum M. Hirmer, 1927 †
- genre Paradoxopteris Hirmer, 1927 †
  - espèce Paradoxopteris stromeri Hirmer[5]

## Hommages
Son nom a été donné aux genres Hirmerella, Hirmeria et Hirmeriella.

## Publications
- (de) M. Hirmer, Palaeobotanik, in Fortschr. d. Botanik, vol VI, Berlin, 1937